# Colpo di Stato in Birmania del 1962
Il colpo di Stato in Birmania del 1962 portò a un cambio di regime e segnò l'inizio della repubblica socialista birmana, un regime che durò per 26 anni e caratterizzato dal monopartitismo e dal dominio politico dell'esercito. Nel colpo di Stato, i militari hanno sostituito il governo civile della Lega della Libertà Popolare Anti-Fascista (LLPAF), guidato dal Primo Ministro U Nu, con il Consiglio rivoluzionario dell'Unione, presieduto dal generale Ne Win.
Nei primi dodici anni successivi al golpe, nel Paese vigeva la legge marziale e si vide una significativa espansione del ruolo dei militari nell'economia nazionale, nella politica e nella burocrazia dello Stato.  In seguito alla costituzione del 1974, il Consiglio rivoluzionario ha ceduto il potere al governo eletto, composto da un partito unico, il Partito del Programma Socialista della Birmania, fondato dal Consiglio nel 1962. Il governo eletto è rimasto ibrido tra civile e militare, fino al 18 settembre 1988, quando i militari ripresero il potere come Consiglio statale per la restaurazione della legge e dell'ordine (poi ribattezzato Consiglio di Stato per la Pace e lo Sviluppo) in seguito alla rivolta 8888 e alla virtuale rottura del regime socialista.  La giunta militare ha mantenuto il potere per ventitré anni fino al 2011, quando passò al Partito dell'Unione della Solidarietà e dello Sviluppo.